# Calabria (album)
Calabria è il primo album discografico di Otello Profazio pubblicato in Italia nel 1963.

## Descrizione
Venne pubblicato dalla Fonit Cetra (a nome Otello Ermanno Profazio) e ristampato nel 1976 dalla Elca Sound.

## Tracce
Lato A
Testi e musiche di Otello Profazio (eccetto dove indicato).
1. Calabrisella – 3:28 (Minervini, Profazio)
2. Stornelli calabresi – 4:02
3. Lu carceratu Musolinu – 2:46
4. L'allegro carcerato – 3:34
5. 'U picuraru – 2:43 (Minervini, De Marco)
6. Stornelli della Sila – 2:54 (Minervini, De Marco)
7. E ballati ballati – 3:15

Durata totale: 22:42
Lato B
Testi e musiche di Otello Profazio (eccetto dove indicato).
1. Tarantella calabrese ('A viddhaneddha) – 3:21
2. La canzone del ciuccio – 2:28 (V. Profazio)
3. Lu briganti Musolinu – 3:14
4. Tarantella paesana – 3:46
5. 'A viddhaneddha – 3:30
6. Mi ficiru sindicu – 2:42
7. Mi vogghiu maritari – 2:43

Durata totale: 21:44